# 11 de setembro
11 de setembro é o 254.º dia do ano no calendário gregoriano (255.º em anos bissextos). Faltam 111 dias para acabar o ano.

## Eventos históricos

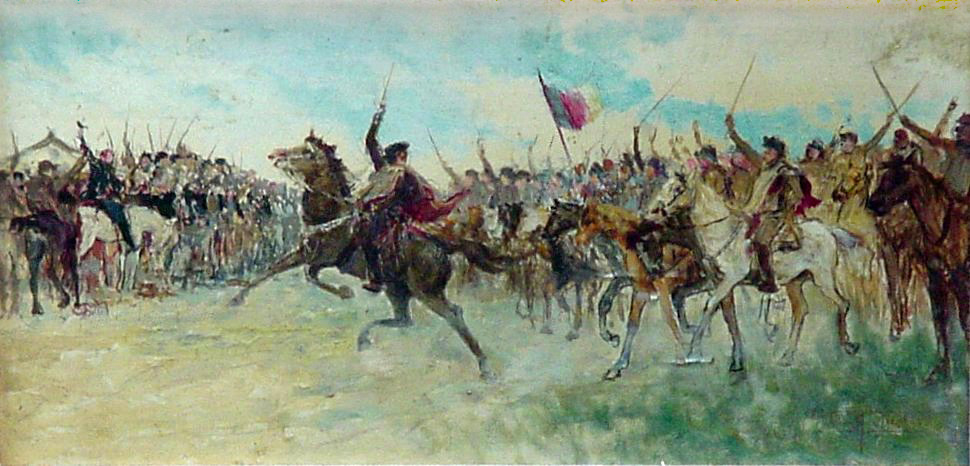
1836: Proclamação da República Rio-Grandense

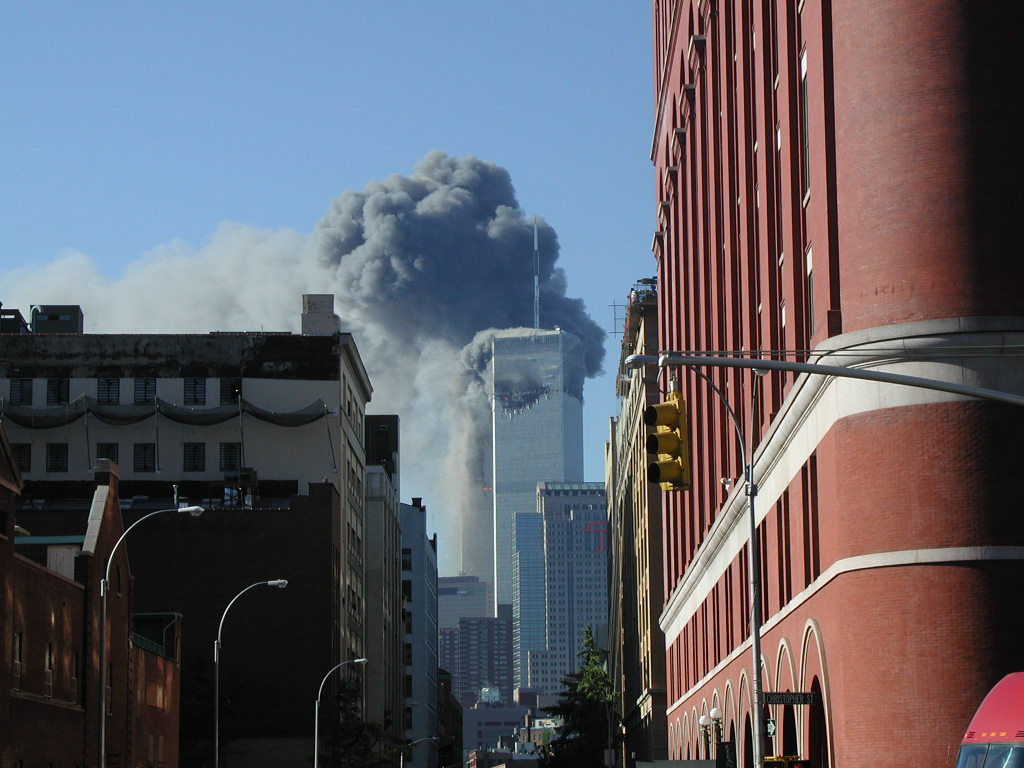
2001: Ataque contra as Torres Gêmeas do World Trade Center, em Nova Iorque.

- 0009 — Termina a Batalha da Floresta de Teutoburgo, onde o Império Romano sofre a maior derrota da sua história e o rio Reno se estabelece como a fronteira entre o Império e os chamados bárbaros pelos próximos quatrocentos anos.
- 1185 — Isaac II Ângelo mata Estêvão Hagiocristoforita e, em seguida, apela ao povo, resultando na revolta que depôs Andrônico I Comneno e coloca Isaac no trono do Império Bizantino.
- 1297 — Batalha de Stirling Bridge: escoceses liderados por William Wallace e Andrew Moray derrotam os ingleses.
- 1390 — Guerra Civil Lituana (1389–92): Os Cavaleiros Teutônicos iniciam um cerco de cinco semanas a Vilnius.
- 1541 — Santiago, Chile, é atacado por guerreiros indígenas, liderados por Michimalonco, para libertar oito chefes indígenas mantidos cativos pelos espanhóis.
- 1565 — As forças otomanas se retiram de Malta, encerrando o Grande Cerco de Malta.
- 1609 — Henry Hudson chega à ilha de Manhattan e conhece os indígenas que ali vivem.
- 1683 — Batalha de Viena: forças da coalizão, incluindo os famosos hussardos alados, liderados pelo rei polonês João III Sobieski, levantam o cerco das forças otomanas.
- 1697 — Batalha de Zenta: um grande envolvimento na Grande Guerra Turca (1683-1699) e uma das mais decisivas derrotas da história otomana.
- 1708 — Carlos XII da Suécia interrompe sua marcha para conquistar Moscou fora de Smolensk, marcando o ponto de virada na Grande Guerra do Norte. O exército é derrotado nove meses depois na Batalha de Poltava, e o Império Sueco deixa de ser uma grande potência.
- 1709 — Batalha de Malplaquet: Grã-Bretanha, Holanda e Áustria lutam contra a França.
- 1714 — Cerco de Barcelona: Barcelona, capital da Catalunha, se rende aos exércitos espanhóis e franceses da Casa de Bourbon na Guerra da Sucessão Espanhola.
- 1758 — Batalha de Saint Cast: a França repele a invasão britânica durante a Guerra dos Sete Anos.
- 1777 — Guerra de Independência dos Estados Unidos: Batalha de Brandywine: os britânicos celebram uma grande vitória no condado de Chester, Pensilvânia.
- 1792 — O diamante Hope é roubado junto com outras joias da coroa francesa quando seis homens invadem a casa onde estão guardadas.
- 1802 — França anexa o Reino da Sardenha.
- 1813 — Guerra de 1812: tropas britânicas chegam a Mount Vernon e se preparam para marchar e invadir Washington, D.C.
- 1814 — Guerra de 1812: o clímax da Batalha de Plattsburgh, uma grande vitória dos Estados Unidos na guerra.
- 1836 — Proclamada a República Rio-Grandense pelos rebeldes após derrotarem as tropas do Império do Brasil na Batalha do Seival, durante a Guerra dos Farrapos.
- 1852 — Início da Revolução de 11 de setembro resultando no Estado de Buenos Aires declarando independência como República.
- 1903 — Realizada a primeira corrida no Milwaukee Mile em West Allis, Wisconsin. É o circuito de autódromo mais antigo do mundo.
- 1916 — O vão central da ponte de Quebec desaba, matando 13 trabalhadores.
- 1919 — O Corpo de Fuzileiros Navais dos Estados Unidos invade Honduras.
- 1921 — Nahalal, o primeiro moshav na Palestina, é estabelecido como parte de um plano sionista de criar um estado judeu, que mais tarde seria Israel.
- 1922 — O Tratado de Carse é ratificado em Erevã, na Armênia.
- 1936 — Criado o Tribunal de Segurança Nacional (TSN) no Brasil, destinado ao julgamento sumário dos suspeitos de subversão.
- 1941 — Inicio das construções do Pentágono.
- 1944 — Segunda Guerra Mundial: começa a invasão dos Aliados Ocidentais da Alemanha perto da cidade de Aachen.
- 1943 — Segunda Guerra Mundial: Tropas alemãs ocupam a Córsega e o Kosovo-Metohija encerrando a ocupação italiana da Córsega.
- 1945 — Segunda Guerra Mundial: as forças australianas da 9ª Divisão libertam o campo Batu Lintang, administrado pelos japoneses, um campo de prisioneiros de guerra e de internamento civil na ilha de Bornéu.
- 1965 — Guerra Indo-Paquistanesa: O Exército Indiano captura a cidade de Burki, a sudeste de Lahore.
- 1967 — O Exército de Libertação Popular da China (ELP) lançou um ataque aos postos indianos em Nathu La, Sikkim, Índia, que resultou em confrontos militares.
- 1968 — O voo 1611 da Air France cai perto de Nice, França, matando 89 passageiros e seis tripulantes.[1]
- 1972 — O sistema de transporte rápido na área da baía de São Francisco inicia o serviço de passageiros.
- 1973 — Um golpe militar no Chile liderado pelo general Augusto Pinochet derruba o presidente democraticamente eleito Salvador Allende. Pinochet exerce poder ditatorial até ser destituído por um plebiscito em 1988, permanecendo no poder até 1990.
- 1979 — Toma posse em Angola e de forma interina o presidente Lúcio Lara.
- 1980 — Os eleitores aprovam uma nova Constituição do Chile, posteriormente alterada após a saída do Presidente Augusto Pinochet.
- 1982 — As forças internacionais que garantem a segurança dos refugiados palestinos após a invasão do Líbano em 1982 por Israel saem de Beirute. Cinco dias depois, vários milhares de refugiados são massacrados nos campos de refugiados de Sabra e Chatila pelas forças das Falanges Libanesas.
- 1985 — Desastre ferroviário de Moimenta-Alcafache, o pior acidente ferroviário ocorrido em Portugal.
- 1992 — O Furacão Iniki, um dos mais danosos da história dos Estados Unidos, devasta as ilhas havaianas de Kauai e Oahu.
- 1997
  - A sonda espacial Mars Global Surveyor da NASA chega a Marte.
  - Após um referendo nacional, a Escócia vota para estabelecer um parlamento descentralizado no Reino Unido.
- 2001 — Os Ataques de 11 de setembro, uma série de ataques suicidas coordenados, matando 2 996 pessoas usando quatro aviões sequestrados por 19 membros da al-Qaeda. Dois aviões se chocam contra o World Trade Center em Nova Iorque, um terceiro se choca contra o Pentágono, Condado de Arlington, Virgínia, e um quarto cai em um campo perto de Shanksville, Pensilvânia.
- 2005 — Israel declara unilateralmente seu desligamento militar nas operações na faixa de Gaza.
- 2007 — A Rússia testa a maior arma convencional de todos os tempos, o Pai de Todas as Bombas.
- 2011 — Inaugurado o Memorial e Museu Nacional do 11 de Setembro no 10.º aniversário dos Ataques de 11 de setembro.
- 2012 — A embaixada dos Estados unidos em Bengasi, na Líbia, é atacada, resultando em quatro mortes.

## Nascimentos

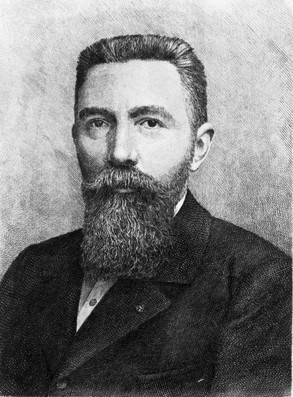
Émile Baudot

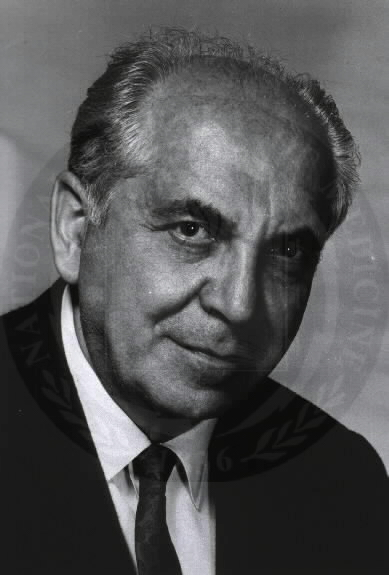
Ludwik Gross

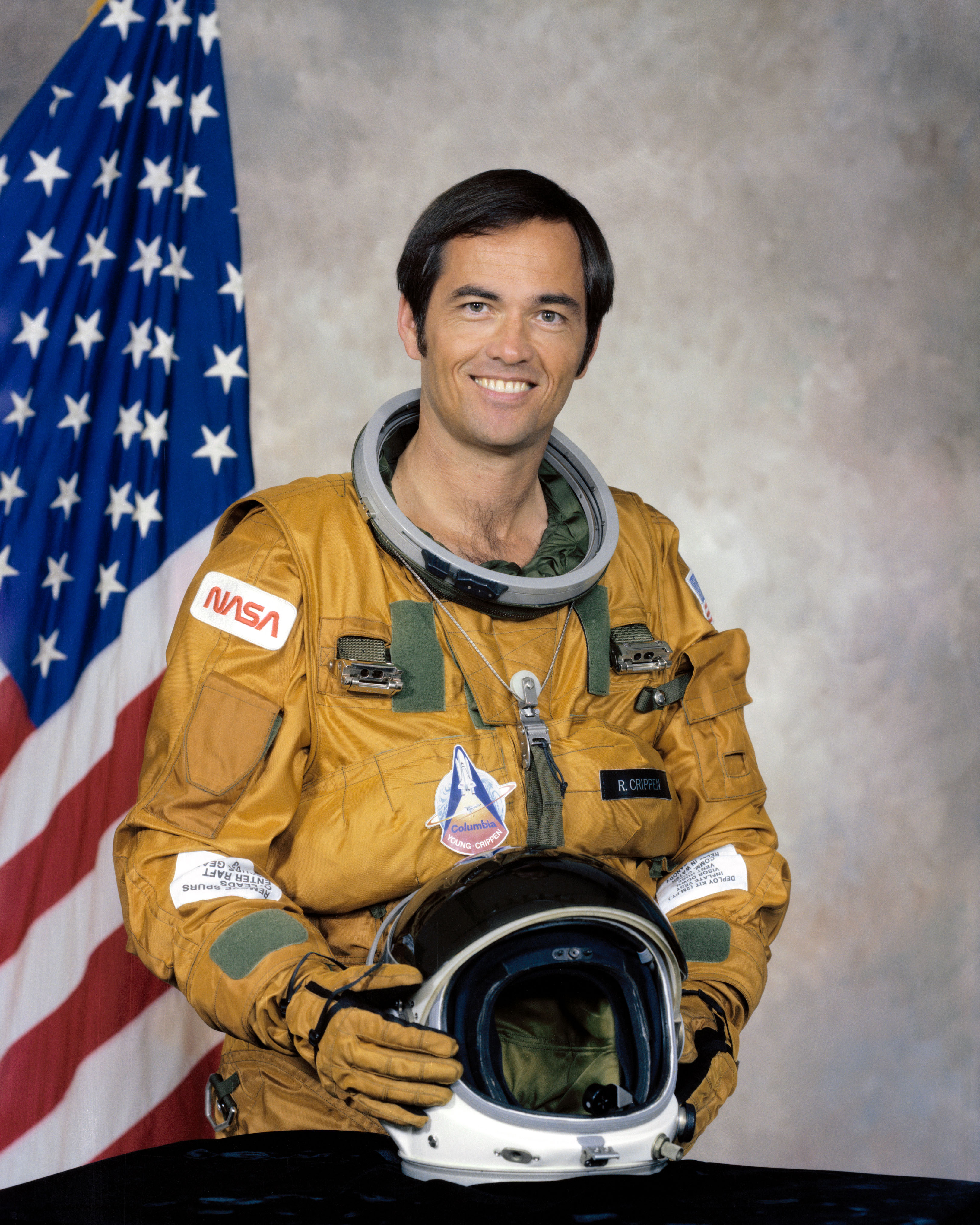
Robert Crippen

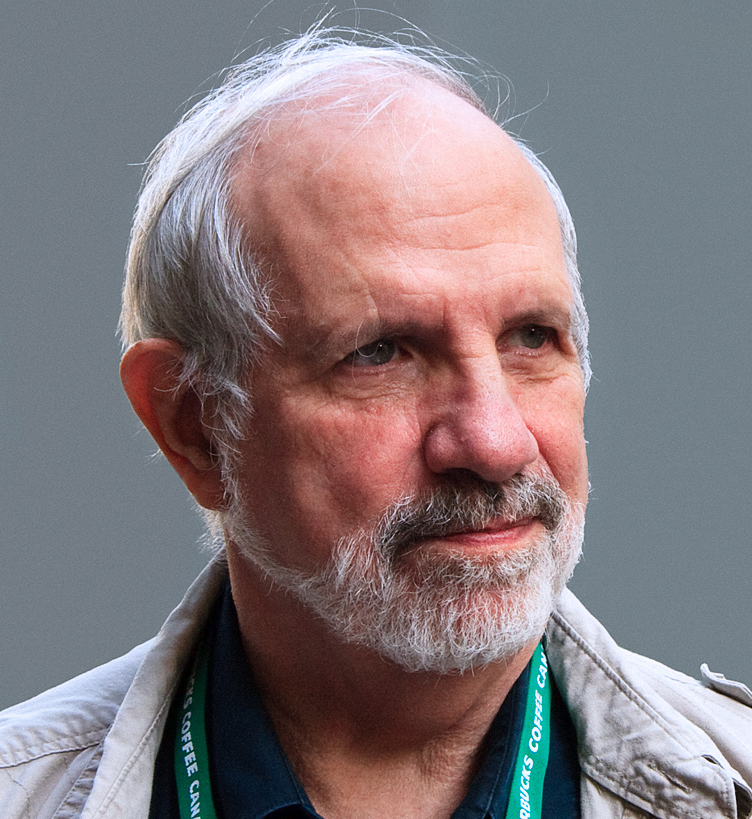
Brian De Palma

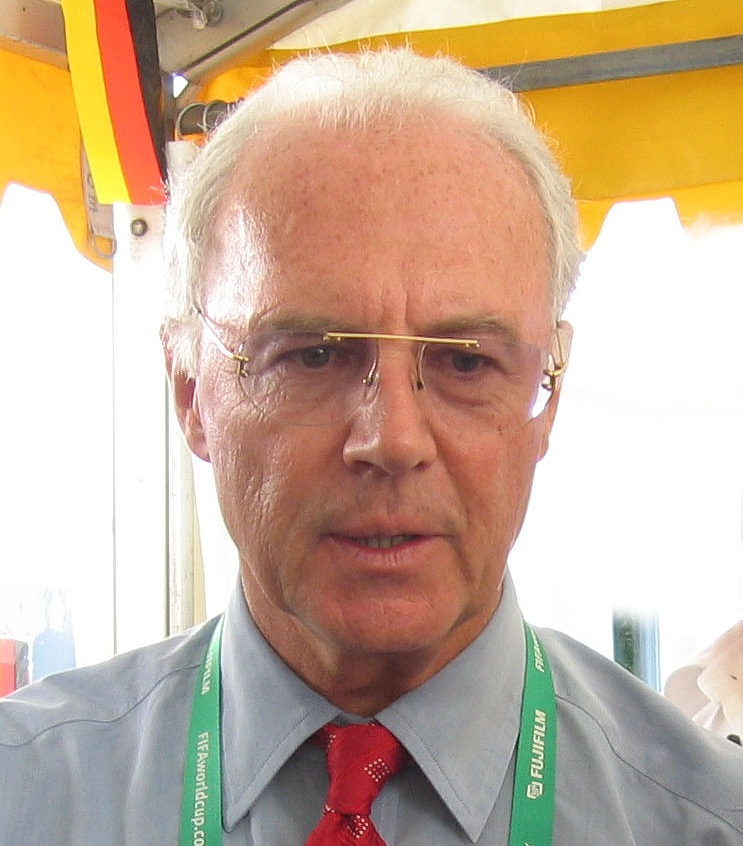
Franz Beckenbauer

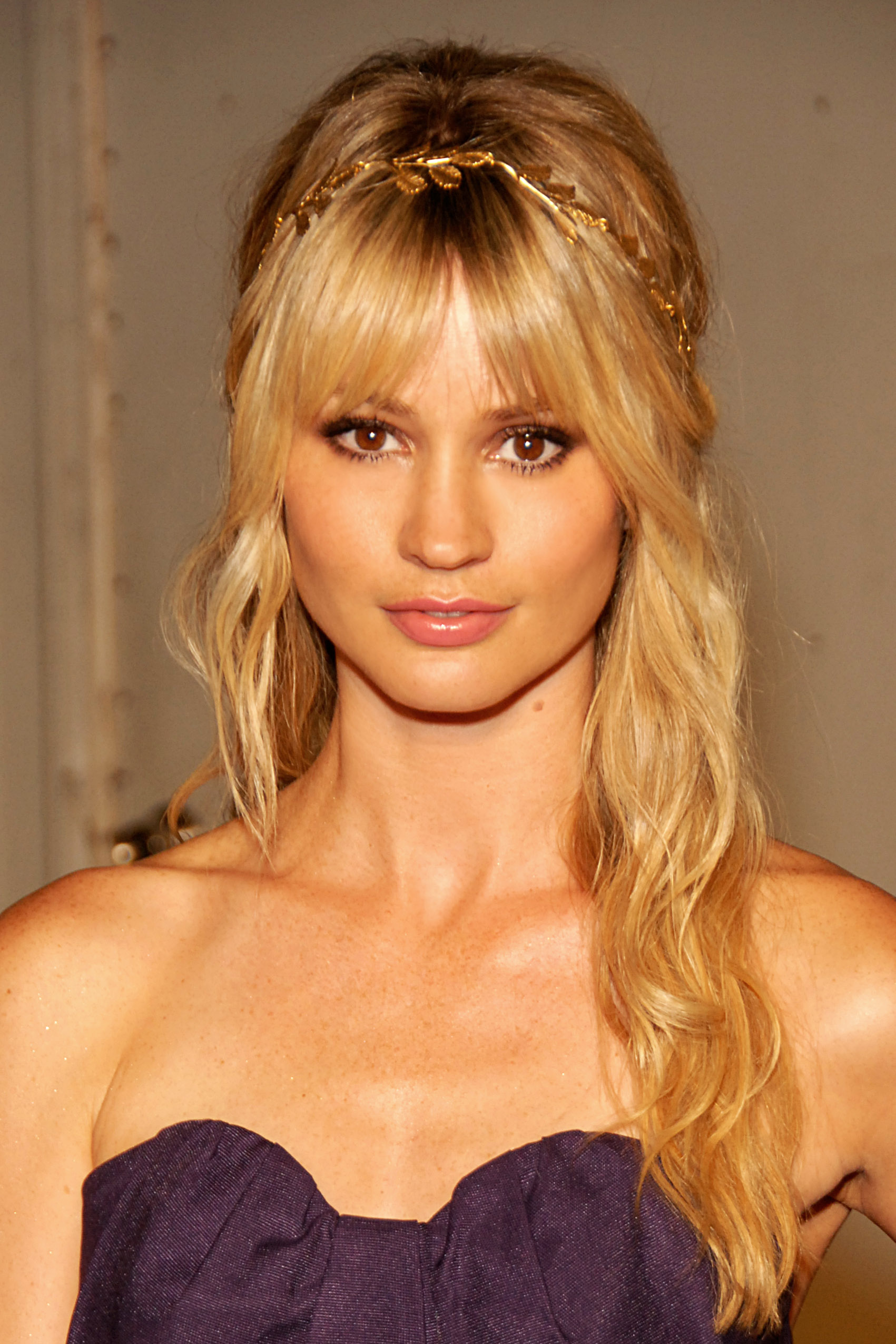
Cameron Richardson

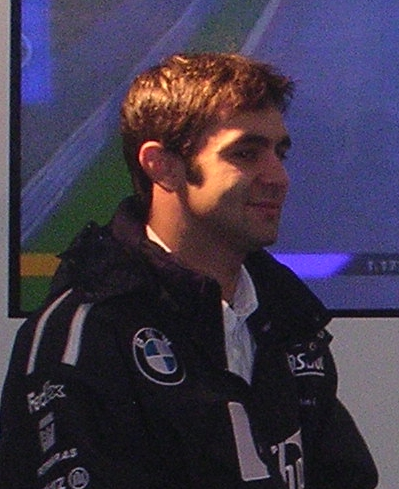
Antonio Pizzonia

### Anterior ao século XIX
- 1182 — Minamoto no Yoriie, shogun japonês (m. 1204).
- 1364 — Cristina de Pisano, poetisa e filósofa italiana (m. 1430).
- 1465 — Bernardo Accolti, poeta italiano (m. 1536).
- 1476 — Luísa de Saboia, Duquesa de Nemours (m. 1531).
- 1522 — Ulisse Aldrovandi, naturalista e biólogo italiano (m. 1605).
- 1524 — Pierre de Ronsard, poeta francês (m. 1585).
- 1525 — João Jorge, Eleitor de Brandemburgo (m. 1598).
- 1557 — José de Calasanz, sacerdote e santo espanhol (n. 1648).
- 1578 — Vincenzo Maculani, cardeal e inquisidor italiano (m. 1667).
- 1611 — Henrique de La Tour de Auvérnia, Visconde de Turenne (m. 1675).
- 1656 — Ulrica Leonor da Dinamarca (m. 1693).
- 1711 — William Boyce, compositor britânico (m. 1779).
- 1740 — Caetano Brandão, religioso português (m. 1805).
- 1762 — Joanna Baillie, dramaturga e poetisa britânica (m. 1851).
- 1764 — Valentino Fioravanti, compositor italiano (m. 1837).
- 1751 — Carlota de Saxe-Meiningen, nobre alemã (m. 1827).
- 1771 — Mungo Park, explorador britânico (m. 1806).

### Século XIX
- 1816 — Carl Zeiss, inventor e óptico alemão (m. 1888).
- 1825 — Eduard Hanslick, crítico musical alemão (m. 1904.
- 1845 — Émile Baudot, engenheiro de telégrafos e inventor francês (m. 1903).
- 1854 — Albert Löfgren, botânico sueco (m. 1918).
- 1860 — Juhani Aho, escritor e jornalista finlandês (m. 1921.
- 1862 — O. Henry, escritor americano (m. 1910).
- 1863 — Adela Coit, ativista e sufragista alemã (m. 1932).
- 1885 — D. H. Lawrence, escritor britânico (m. 1930).
- 1892 — Ernest Burkhart, criminoso estadunidense (m. 1986)
- 1898 — Clara González, advogada, política, acadêmica e ativista panamenha (m. 1990).

### Século XX

#### 1901–1950
- 1903 — Theodor W. Adorno, filósofo alemão (m. 1969).
- 1904 — Ludwik Gross, oncologista e virologista estadunidense (m. 1999).
- 1911
  - Bola de Nieve, cantor, compositor e pianista cubano (m. 1971).
  - Dietrich Küchemann, aerodinamicista alemão (m. 1976)
- 1914 — Tambi Larsen, diretor de arte dinamarquês (m. 2001).
- 1917 — Ferdinando Marcos, ditador filipino (m. 1989)
- 1921
  - Sheroo Keeka, política indiana (m. 2006).
  - Katharine Blake, atriz britânica (m. 1991)
- 1923 — Alan Badel, ator inglês (m. 1982)
- 1924
  - Rudolf Vrba, bioquímico eslovaco (m. 2006).
  - Louis Hon, futebolista e técnico de futebol francês (m. 2008).
- 1929 — Burhan Doğançay, artista turco-americano (m. 2013).
- 1930 — Jean-Claude Forest, escritor e ilustrador francês (m. 1998).
- 1935 — Gherman Titov, cosmonauta russo (m. 2000).
- 1937 — Robert Crippen, astronauta estadunidense.
- 1939
  - Alain Giletti, patinador artístico francês.
  - José Nelson Westrupp, religioso brasileiro.
  - Lourival, cantor brasileiro.
- 1940 — Brian De Palma, diretor de cinema norte-americano.
- 1941 — Tarso de Castro, jornalista brasileiro (m. 1991).
- 1944 — Everaldo, futebolista brasileiro (m. 1974).
- 1945 — Franz Beckenbauer, ex-futebolista e ex-treinador alemão de futebol (m. 2024).
- 1947 — Bob Catley, músico britânico.
- 1949 — Leivinha, ex-futebolista brasileiro.
- 1950 — Amy Madigan, atriz estadunidense.

#### 1951–2000
- 1951
  - Hugo Porta, ex-jogador de rugby union argentino.
  - Slah Karoui, ex-futebolista tunisiano.
- 1952 — Patrick Dehornoy, matemático francês (m. 2019).
- 1953 — Luciana Lamorgese, política e servidora pública italiana.
- 1954 — Marlene Mungunda, política namibiana.
- 1956
  - Adriane Lenox, atriz norte-americana.
  - Tony Gilroy, diretor, roteirista e produtor de cinema estadunidense.
- 1957 — Jon Moss, baterista britânico.
- 1958
  - Julia Nickson-Soul, atriz estadunidense.
  - Roxann Dawson, atriz americana.
- 1959 — John Hawkes, ator americano.
- 1960 — Anne Ramsay, atriz estadunidense.
- 1961 — Virginia Madsen, atriz norte-americana.
- 1962
  - Julio Salinas, ex-futebolista espanhol.
  - Ricardo Rocha, ex-futebolista brasileiro.
- 1963 — Junno Andrade, ator, apresentador, compositor e cantor brasileiro.
- 1964
  - Victor Wooten, baixista norte-americano .
  - Kathy Watt, ex-ciclista australiana.
- 1965
  - Moby, DJ, cantor de músicas eletrônicas estadunidense.
  - Bashar al-Assad, político sírio.
  - Eduardo Semerjian, ator brasileiro.
- 1966
  - Shogo Shiotani, ator japonês (m. 2002).
  - Princesa Akishino, herdeira do trono japonês.
- 1967
  - Harry Connick Jr., ator, cantor e apresentador norte-americano.
  - Maria Bartiromo, apresentadora norte-americana.
- 1968 — Slaven Bilić, ex-futebolista e treinador croata.
- 1969 — Bismarck, ex-futebolista brasileiro.
- 1970 — Taraji P. Henson, atriz norte-americana.
- 1971 — Richard Ashcroft, cantor e compositor britânico.
- 1972 — Matthew Gilmore, ex-ciclista belga.
- 1973
  - Detinho, ex-futebolista brasileiro.
  - Wagneau Eloi, ex-futebolista e treinador de futebol haitiano.
  - Roberto Chiappa, ex-ciclista italiano.
- 1974
  - Dino Giarrusso, político e personalidade da televisão italiana.
  - Dmytro Parfenov, ex-futebolista e treinador de futebol ucraniano.
- 1975 — Rafael Jacques, treinador de futebol e ex-futebolista brasileiro.
- 1976 — Tomáš Enge, automobilista tcheco.
- 1977
  - Ludacris, rapper americano.
  - Jonny Buckland, guitarrista britânico.
- 1978 — Dejan Stanković, treinador e ex-futebolista sérvio.
- 1979
  - David Pizarro, futebolista chileno.
  - Cameron Richardson, atriz norte-americana.
- 1980
  - Antonio Pizzonia, automobilista brasileiro.
  - Neneca, futebolista brasileiro.
- 1981
  - Andrea Dossena, futebolista italiano.
  - João Bosco de Carvalho, cantor brasileiro.
  - Dylan Klebold, atirador escolar (m. 1999).
- 1982 — Shriya Saran, atriz e modelo indiana.
- 1983 — Vivian Cheruiyot, atleta queniana.
- 1984
  - Elizabeth Valdez, atriz mexicana.
  - Pastor Lucas, cantor e compositor brasileiro.
- 1985 — Shaun Livingston, ex-jogador norte-americano de basquete.
- 1986 — LaToya Sanders, basquetebolista turca-estadunidense.
- 1987
  - Ariel Cabral, futebolista argentino.
  - Robert Acquafresca, futebolista italiano.
- 1988 — Sandra Vergara, atriz e modelo colombiana.
- 1989 — Michael J. Willett, ator e músico norte-americano.
- 1990 — Samira Vera-Cruz, diretora de cinema, produtora, editora e roteirista cabo-verdiana.
- 1991
  - Jordan Ayew, futebolista franco-ganês.
  - Kygo, DJ e produtor musical norueguês.
- 1992 — Maria Gabriela de Faria, atriz e cantora venezuelana.
- 1993 — Farrah Moan, drag queen norte-americano.
- 1994 — Jordi El Niño Polla, ator pornográfico, produtor e influenciador digital espanhol.
- 1995 — Francesco Yates, cantor canadense.
- 1996 — Tin Srbić, ginasta artístico croata.
- 1997 — Agustín Della Corte, ator, modelo e ex-jogador de rúgbi uruguaio.
- 1998
  - Han Kwang-song, jogador de futebol norte-coreano.
  - Luís Frade, jogador profissional de andebol português.
- 1999 — Samantha Hudson, cantora, atriz e ativista espanhola.
- 2000 — Leandro Bolmaro, jogador de basquete argentino.

### Século XXI
- 2002 — Peyton Watson, jogador de basquete norte-americano.
- 2004 — Gabriella Saraivah, atriz, cantora e youtuber brasileira.
- 2005 - Chen Yuxi, saltadora chinesa.
- 2006 - Rikuto Tamai, saltador japonês.

## Mortes

### Anterior ao século XIX
- 0883 — Cesta Estipiota, oficial bizantino
- 1069 — Aldredo, clérigo inglês (n. ?).
- 1161 — Melisenda, Rainha de Jerusalém (n. 1105).
- 1185 — Estêvão Hagiocristoforita, cortesão bizantino (n. 1130).
- 1349 — Bona de Luxemburgo, rainha da França (n. 1315).
- 1372 — Isabel de França, Condessa de Vertus (n. 1348).
- 1599 — Beatrice Cenci, nobre romana (m. 1577).
- 1721 — Rudolf Jakob Camerarius, botânico e médico alemão (n. 1665).
- 1733 — François Couperin, compositor, organista e cravista francês (n. 1668).
- 1788 — José, Príncipe do Brasil (n. 1761).

### Século XIX
- 1823 — José Francisco Correia da Serra, cientista português (n. 1750).
- 1823 — Hipólito da Costa, jornalista e diplomata brasileiro (n. 1774).
- 1840 — João Gabriel Perboyre presbítero e missionário francês (n. 1802).
- 1846 — José Núñez de Cáceres, político e escritor dominicano (n. 1772).
- 1888 — Domingo Faustino Sarmiento, escritor argentino (n. 1811).
- 1891 — Antero de Quental, escritor português (n. 1842).

### Século XX
- 1942 — Bento António Gonçalves, político português (n. 1902).
- 1950 — Jan Smuts, estadista sul-africano (n. 1870).
- 1971 — Nikita Khrushchov, político soviético (n. 1894).
- 1973 — Salvador Allende, político chileno (n. 1908).
- 1978
  - Ronnie Peterson, automobilista sueco (n. 1944).
  - Janet Parker, médica britânica (n. 1938).
- 1985 — William Alwyn, compositor inglês (n. 1905).
- 1986 — Noel Streatfeild, escritora britânica (n. 1895).
- 1987 — Peter Tosh, músico jamaicano (n. 1944).
- 1994 — Jessica Tandy, atriz britânica (n. 1909).
- 1998 — Dane Clark, ator norte-americano (n. 1912).
- 1999
  - Belkis Ayón, litógrafa cubana (n. 1967).
  - Jacob Rabinow, inventor ucraniano (n. 1910).

### Século XXI
- 2001
  - Mychal Judge, presbítero norte-americano (n. 1970).
  - Daniel M. Lewin, matemático e empresário norte-americano (n. 1970).
- 2003 — John Ritter, ator e dublador norte-americano (n. 1948).
- 2004 — Marino Gomes Ferreira, médico brasileiro (n. 1907).
- 2006 — Joachim Fest, escritor alemão (n. 1926).
- 2007 — Joe Zawinul, músico austríaco (n. 1932).
- 2009
  - Yoshito Usui, mangaká japonês (n. 1958).
  - Juan Almeida Bosque, político cubano (n. 1927).
  - William Beck, empresário norte-americano (n. 1960).
  - Jim Carroll, escritor e músico estadunidense (n. 1949).
  - Pierre Cossette, produtor executivo canadense (n. 1923).
- 2011 — Andy Whitfield, ator britânico (n. 1972).
- 2012 — Christopher Stevens, diplomata, advogado e embaixador estadunidense (n. 1960).
- 2014 — Jerônimo Santana, advogado e político brasileiro (n. 1934).
- 2017 — António Francisco dos Santos, bispo português (n. 1948).
- 2021 — Abimael Guzmán, líder do Sendero Luminoso. (n. 1934).
- 2024 — Alberto Fujimori, político peruano (n. 1938).

## Feriados e eventos cíclicos

### Brasil
- Dia do Cerrado
- Aniversário da cidade de Arcoverde em Pernambuco
- Aniversario na cidade de Jurema em Pernambuco
- Aniversário da cidade de Orobó em Pernambuco.
- Aniversário da cidade de Lagoa dos Gatos em Pernambuco.
- Feriado municipal em Aliança
- Feriado municipal em Araripina
- Feriado municipal em Cabrobó
- Feriado municipal em Carpina
- Feriado municipal em Catende
- Feriado municipal em Surubim
- Feriado municipal em Ribeirão
- Feriado municipal em Vicência
- Feriado municipal em Itaú de Minas
- Feriado municipal em Custódia

### Espanha
- Dia Nacional da Catalunha

### Portugal
- Feriado municipal da Amadora

### Cristianismo
- João Gabriel Perboyre
- Nossa Senhora de Coromoto

## Outros calendários
- No calendário romano era o 3.º dia (III) antes dos idos de setembro.
- No calendário litúrgico tem a letra dominical B para o dia da semana.
- No calendário gregoriano a epacta do dia é xiii.